# Moštanica (Vranje)
Pour les articles homonymes, voir Moštanica.
Moštanica (en serbe cyrillique : Моштаница) est un village de Serbie situé sur le territoire de la Ville de Vranje, district de Pčinja. Au recensement de 2011, il comptait 408 habitants.

## Démographie
| 1948 | 1953 | 1961 | 1971 | 1981 | 1991 | 2002 | 2011 |
| ---- | ---- | ---- | ---- | ---- | ---- | ---- | ---- |
| 895  | 936  | 903  | 719  | 586  | 531  | 442  | 408  |

|  |